# گیلبرت اف. وایت
گیلبرت اف. وایت (انگلیسی: Gilbert F. White؛ ۲۶ نوامبر ۱۹۱۱ – ۵ اکتبر ۲۰۰۶) یک دانشمند در زمینه جغرافیا اهل ایالات متحده آمریکا بود.